# Bundesautobahn 64
Die Bundesautobahn 64 (Abkürzung: BAB 64) – Kurzform: Autobahn 64 (Abkürzung: A 64) – ist eine Autobahn im deutschen Bundesland Rheinland-Pfalz und Teil der Europastraße 44. Sie stellt ein rund 14 km langes Verbindungsstück zwischen dem luxemburgischen Autobahnnetz und der Region um Trier her. Das östliche Autobahnende geht dabei nahtlos in die BAB 64a über, die wiederum bei der AS Trier-Ehrang an die BAB 602 anschließt. Geplant war die Fortführung in Höhe des Parkplatzes Dicke Buche durch den Meulenwald zur BAB 1 bei Schweich, um eine direkte Verbindung mit dem restlichen deutschen Autobahnnetz herzustellen (Meulenwaldautobahn).
Die Autobahn entstand in den 1980er Jahren als westliches Ende der BAB 48, die von Trier weiter über Daun, Koblenz, Wetzlar und Gießen zum Hattenbacher Dreieck führen und dort in die BAB 7 einmünden sollte. Im Rahmen der Einführung von Anschlussstellen-Nummern im Jahr 1992 wurde, um Doppelbezeichnungen von Anschlussstellen zu vermeiden, der westlichste Teil der BAB 48 in BAB 64 umbenannt. Gleichzeitig fiel damit die Doppelnummerierung der Bundesautobahn 1 und 48 zwischen Daun und Trier weg.

## Verlauf
Die Autobahn beginnt am deutsch-luxemburgischen Grenzübergang Wasserbillig als Fortsetzung der luxemburgischen Autoroute 1 (Tréierer Autobunn) und überquert das Tal der Sauer auf der 98 m hohen Sauertalbrücke. Der Fluss bildet dabei die Grenze zwischen den beiden Staaten. Auf den Höhen über dem westlichen Moselufer führt die Strecke in nordöstliche Richtung nach Trier. Es folgt die einzige Anschlussstelle der gesamten Autobahn, die an die B 51 anschließt, die zum einen ins Trierer Stadtzentrum, zum anderen nach Norden in Richtung Bitburg führt. Aus Richtung Norden (Köln) kommend werden Autofahrer ab dem Autobahnende der BAB 1 bei Blankenheim über diese Bundesstraße nach Trier geleitet.
Hinter der Anschlussstelle Trier erreicht die Autobahn den Meulenwald und endet nach wenigen Kilometern als Kraftfahrstraße vor der nur für eine Fahrbahn ausgelegten, 91 m hohen Biewerbachtalbrücke. Hinter der Brücke folgt erneut ein rund 2 km langes Teilstück, das im Autobahnquerschnitt mit zwei Richtungsfahrbahnen ausgebaut, allerdings ebenso als Kraftfahrstraße beschildert ist. Beim Parkplatz „Dicke Buche“ endet der als BAB 64 gewidmete Abschnitt und die Straße führt als BAB 64a (seit 2021) weiter in östliche Richtung hinab zur Mosel. Die Nummerierung erfolgt im Zuge der Eingliederung in Die Autobahn GmbH des Bundes.

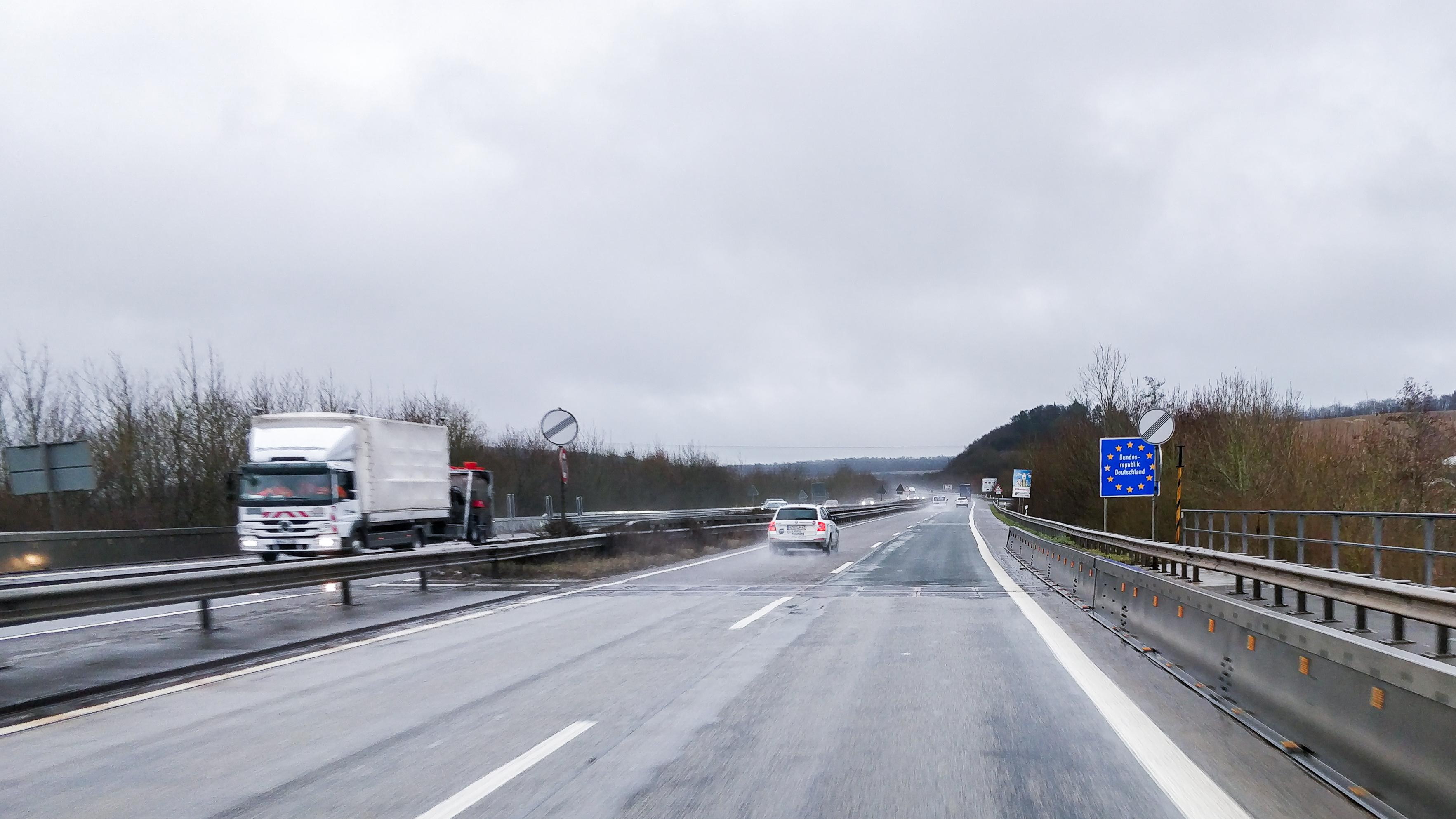
Kurz hinter der Sauertalbrücke
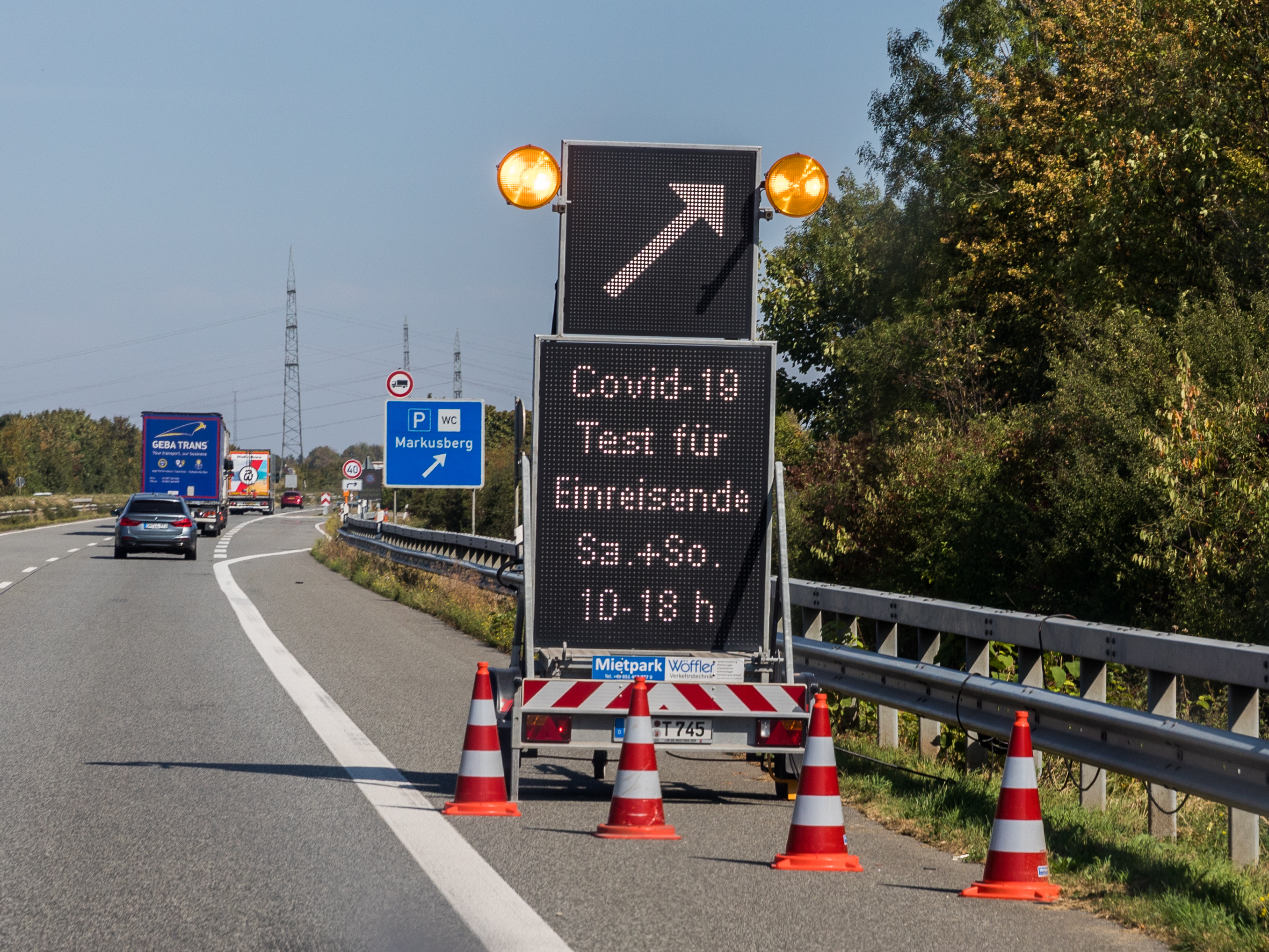
Zwischen der Sauertalbrücke und Trier, Rastplätze
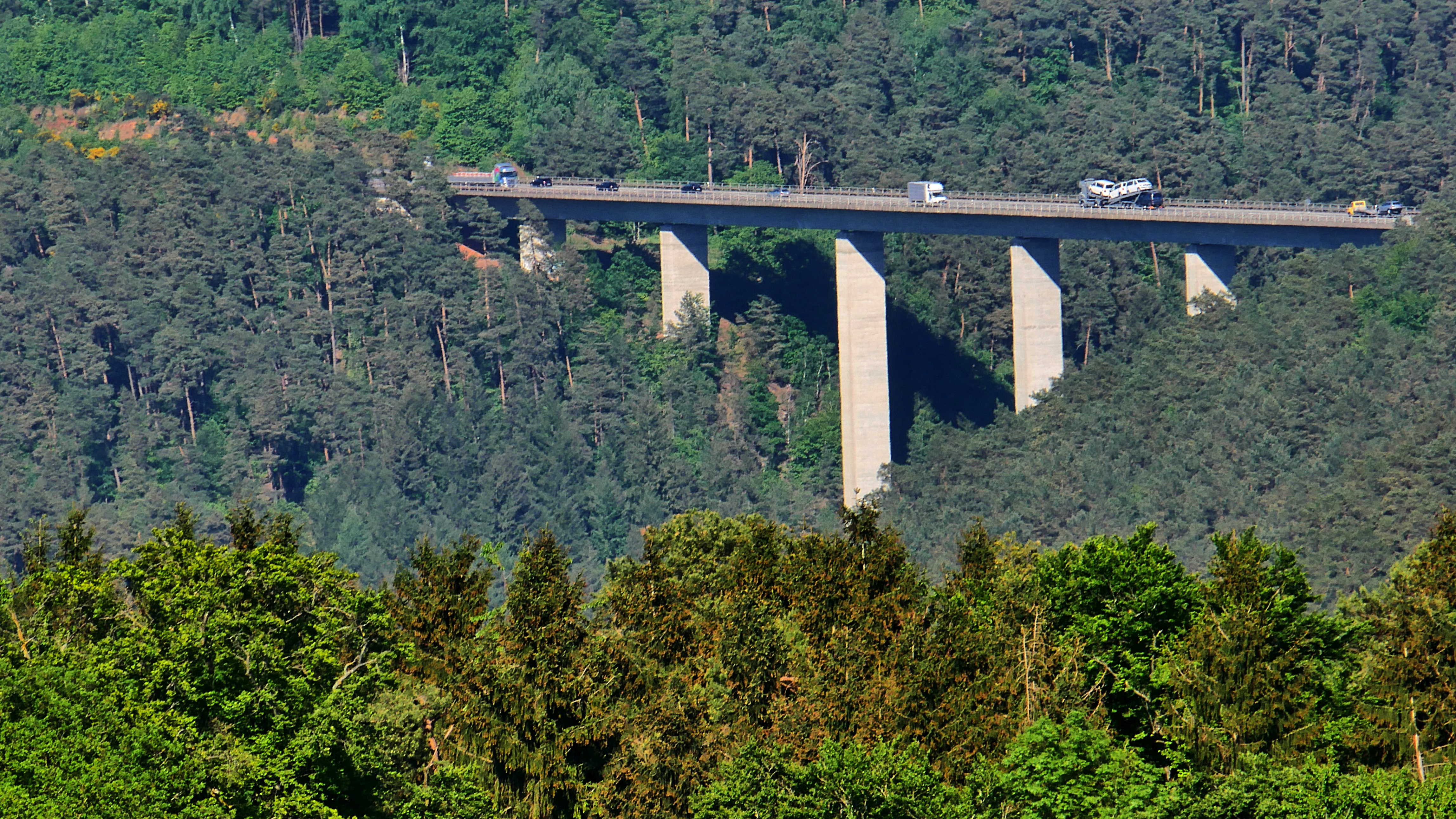
Einbahnige Biewerbachtalbrücke
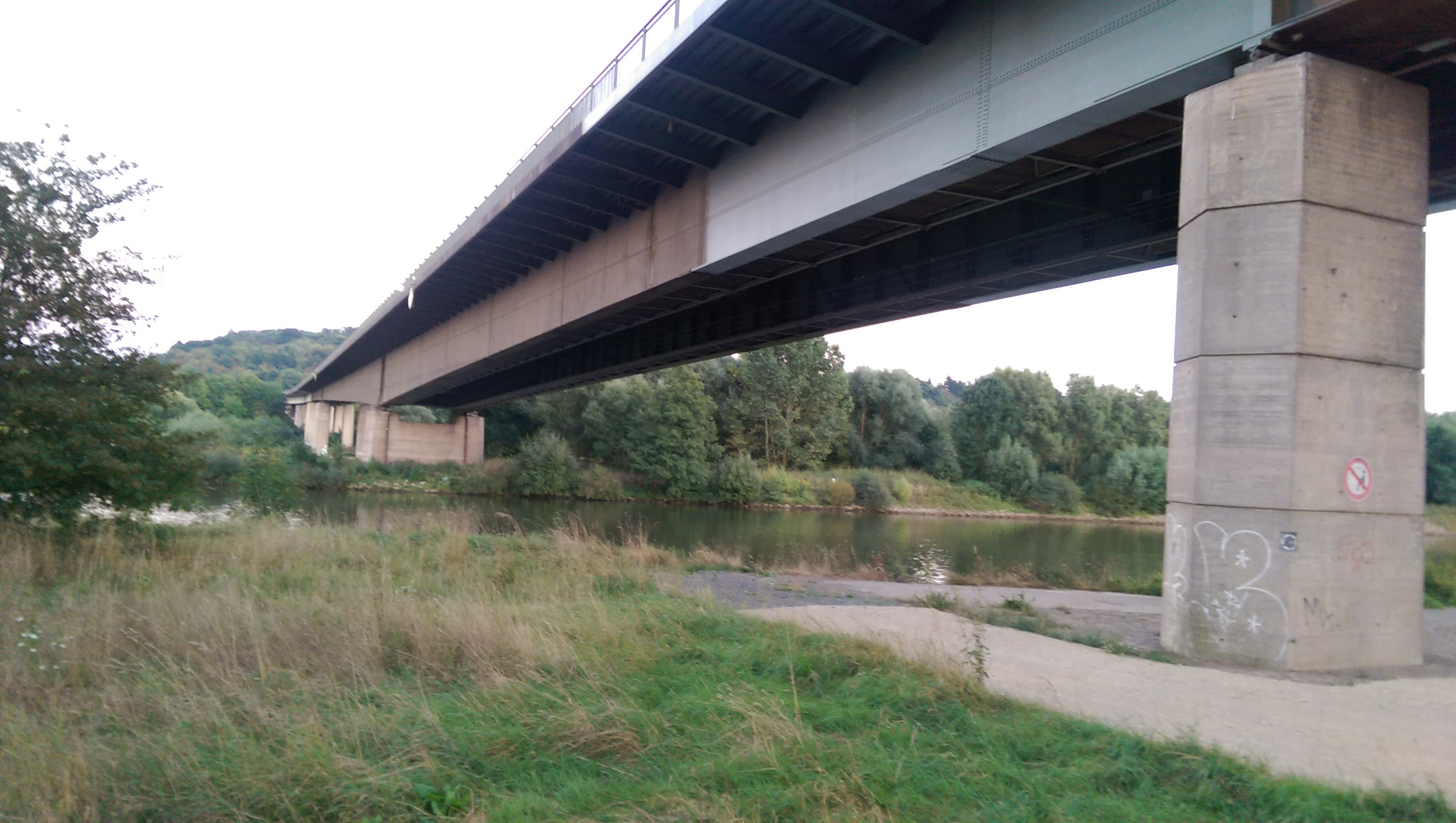
Ehranger Brücke (A64a) Blick vom westlichen Moselufer

## Geschichte
Die kurze Verbindungsautobahn zwischen Trier und dem luxemburgischen Autobahnnetz war von vornherein als Teil einer längeren, zusammenhängenden Autobahnstrecke geplant, errichtet und schließlich auch in Betrieb genommen worden. Die zunächst als A 74 geplante Strecke wurde ab 1975 als BAB 48 geführt, der Abschnitt bei Trier seit 1992 als BAB 64.

### Geplante Autobahn Luxemburg–Hattenbacher Dreieck
Teilstücke dieser Autobahnverbindung wurden bereits in der Zeit des Nationalsozialismus gebaut, insbesondere der Abschnitt vom Hattenbacher Dreieck bis Gießen. Dieser wurde als Teil der HaFraBa genannten Fernstraße, die bereits in den 1920er Jahren geplant wurde, unter den Nationalsozialisten schließlich gebaut und in großen Teilen auch fertiggestellt. Zwischen dem Autobahndreieck Dernbach, wo die Strecke von der bestehenden Reichsautobahn Köln–Frankfurt abzweigen sollte, und Wittlich waren zu dieser Zeit ebenso bereits Arbeiten in der Trasse im Gange, bei der kriegsbedingten Einstellung der Arbeiten waren nördlich von Wittlich einige Kilometer einbahnig befahrbar. Diese Reichsautobahnstrecke sollte ursprünglich von Dernbach über Koblenz und Trier weiter bis nach Landstuhl führen, wo sie an der Reichsautobahn Saarbrücken–Mannheim enden sollte. Nach dem Krieg folgte in den 1960er Jahren zunächst die einbahnige Fertigstellung der Straße, die ab 1974 als Autobahn A 74 geführt wurde. Im Jahr 1970 wurde bei Mayen die letzte Lücke geschlossen und die zweite Fahrbahn auf voller Länge dem Verkehr übergeben, sodass nun tatsächlich ein Autobahnquerschnitt vorlag.
Die weiter geplante Streckenführung änderte in den 1970er Jahren mit der Aufstellung des Bundesverkehrswegeplans 1973 und der 1974/75 durchgeführten Neuordnung der Autobahnnummern mehrfach ihre Endbestimmung. Zuerst sollte die noch als A 74 geführte Autobahn nördlich von Gießen von der ehemaligen HaFraBa-Strecke (Kassel–Frankfurt am Main) abzweigen, an Gießen und Wetzlar vorbei durch den Westerwald führen, nördlich des bestehenden Dernbacher Dreiecks die Autobahn Köln–Frankfurt kreuzen und auf der fertiggestellten Strecke bis Wittlich verlaufen. Ab dort wäre sie weiter bis in Höhe Schweich geführt worden, wo die durchgehende Fahrbahn als A 76 weiter über Landstuhl hinaus bis Pirmasens verlängert worden wäre. Die A 74 hätte in ihrem weiteren Verlauf Trier nördlich umgangen und hätte, wie heute realisiert, bei Mesenich die Sauer und damit die Grenze nach Luxemburg überquert.
Mit der Einführung des neuen Nummernsystems wurden Teile der bisherigen A 74 der neuen BAB 48 zugeschlagen. Diese Autobahn sollte nun vom Hattenbacher Dreieck über Gießen bis Schweich auf der wie bisher geplanten bzw. bereits bestehenden Trasse verlaufen, allerdings nicht mehr nach Luxemburg, sondern östlich an Trier vorbei bis nach Saarbrücken geführt werden – Vorleistungen für eine derartige Autobahnverbindung wurden in den 1960er Jahren im Saarland als Neubau der B 327 realisiert. Zum Zeitpunkt der Neuordnung des Netzes war die Autobahn von Wittlich bis zum Dreieck Moseltal fertiggestellt, ebenso von Reinsfeld bis Saarbrücken-Burbach. Lediglich das Teilstück am Moselaufstieg zwischen dem Dreieck Moseltal und Reinsfeld fehlte noch.
Ein Jahr später änderte sich mit dem Bedarfsplan des Gesetzes zur Änderung des Gesetzes über den Ausbau der Bundesfernstraßen in den Jahren 1971 bis 1985 vom 5. August 1976 erneut der Verlauf der BAB 48. Diesmal sollte sie bei Schweich von der Bestandsstrecke (ab Daun nun als BAB 1/BAB 48 mit Doppelnummerierung versehen) abzweigen und nördlich an Trier vorbei zur luxemburgischen Grenze führen. Der weitere Verlauf nach Saarbrücken wurde nun der BAB 1 zugeschlagen.
Mit dem Dritte Gesetz vom 21. April 1986 zur Änderung des Gesetzes über den Ausbau der Bundesfernstraßen (BGBl. 1986, Teil I, S. 557) wurde der Abschnitt Hattenbacher Dreieck–Gießen (Reiskirchener Dreieck) der BAB 5 zugeschlagen, womit sich die BAB 48 nun auf die Verbindung Dreieck Dernbach–Grenzübergang Wasserbillig beschränkte. Nördlich von Gießen und bei Wetzlar waren einige kurze Abschnitte der BAB 48 in den Jahren 1979 und 1981 Jahren fertiggestellt bzw. vorher als Vorleistung beim Bau der BAB 45 (Sauerlandlinie) bereits mitgebaut. Diese erhielten fortan die Bezeichnung BAB 480.

### Bau der Teilstücke bei Trier
An der Nordumfahrung Trier der BAB 48 wurde im 5,2 km langen Abschnitt Anschlussstelle Trier (Anschluss Bundesstraße 51) bis Trier-Ehrang (Übergang Bundesstraße 52) ab 1977 gebaut, nachdem der Planfeststellungsbeschluss für die Biewerbachtalbrücke erging. Gebaut wurde zunächst nur eine Richtungsfahrbahn, weshalb auch das Brückenbauwerk nur einbahnig errichtet wurde, obwohl der Beschluss bereits ein zweites, paralleles Bauwerk mit umfasste. Dieser Abschnitt wurde nach etwa vier Jahren Bauzeit im Jahr 1981 fertiggestellt. Die Baukosten für das 512 m lange und 91 m hohe Brückenbauwerk betrugen rund 12,5 Millionen DM. Zusammen mit dem Abschnitt entstanden außerdem 15,8 km neue einbahnige Kraftfahrstraße im Zuge der B 52 bis kurz vor Osburg.
An der 8,7 km langen Weiterführung bis zur luxemburgischen Grenze wurde ab 1982 gebaut, als mit der Errichtung der Sauertalbrücke begonnen wurde. Nach fünf Jahren Bauzeit wurde dieser Abschnitt dem Verkehr übergeben. Anders als das vorangegangene Teilstück wurde diese Strecke bereits von Beginn an mit zwei Richtungsfahrbahnen ausgeführt. Neben der 1195 m langen und 98 m hohen Sauertalbrücke entstand in jede Fahrtrichtung eine unbewirtschaftete Rastanlage und auf luxemburgischer Seite ein Autobahn-Grenzübergang mit bewirtschafteten Rastanlagen (Aire de Wasserbillig). Zusammen mit der Fertigstellung dieses Teilstücks wurde auch östlich der Anschlussstelle zur B 51 auf einigen Kilometern im bisher einbahnigen Abschnitt die zweite Richtungsfahrbahn ergänzt. Dieser Vollausbau endet bis heute (2021) westlich der Biewerbachtalbrücke. Die Baukosten für die Fertigstellung des gesamten Vorhabens betrugen etwa 162,8 Millionen DM.
Mit der Einführung der Anschlussstellen-Nummern im Jahr 1992 verzichtete man auf das bislang durchaus vorkommende doppelte Nummerieren längerer Autobahnabschnitte, um den Anschlussstellen eine jeweils eindeutige Nummer zuordnen zu können. Infolgedessen kürzte man den Verlauf der BAB 48 auf die Strecke Dreieck Dernbach–Daun/Mehren (ab 1997 Dreieck Vulkaneifel) und ordnete die Strecke Daun/Mehren–Schweich ausschließlich der BAB 1 zu. Das Teilstück der BAB 48 zwischen luxemburgischer Grenze und Trier-Ehrang wurde in BAB 64 umbenannt.

### Grenzübergang

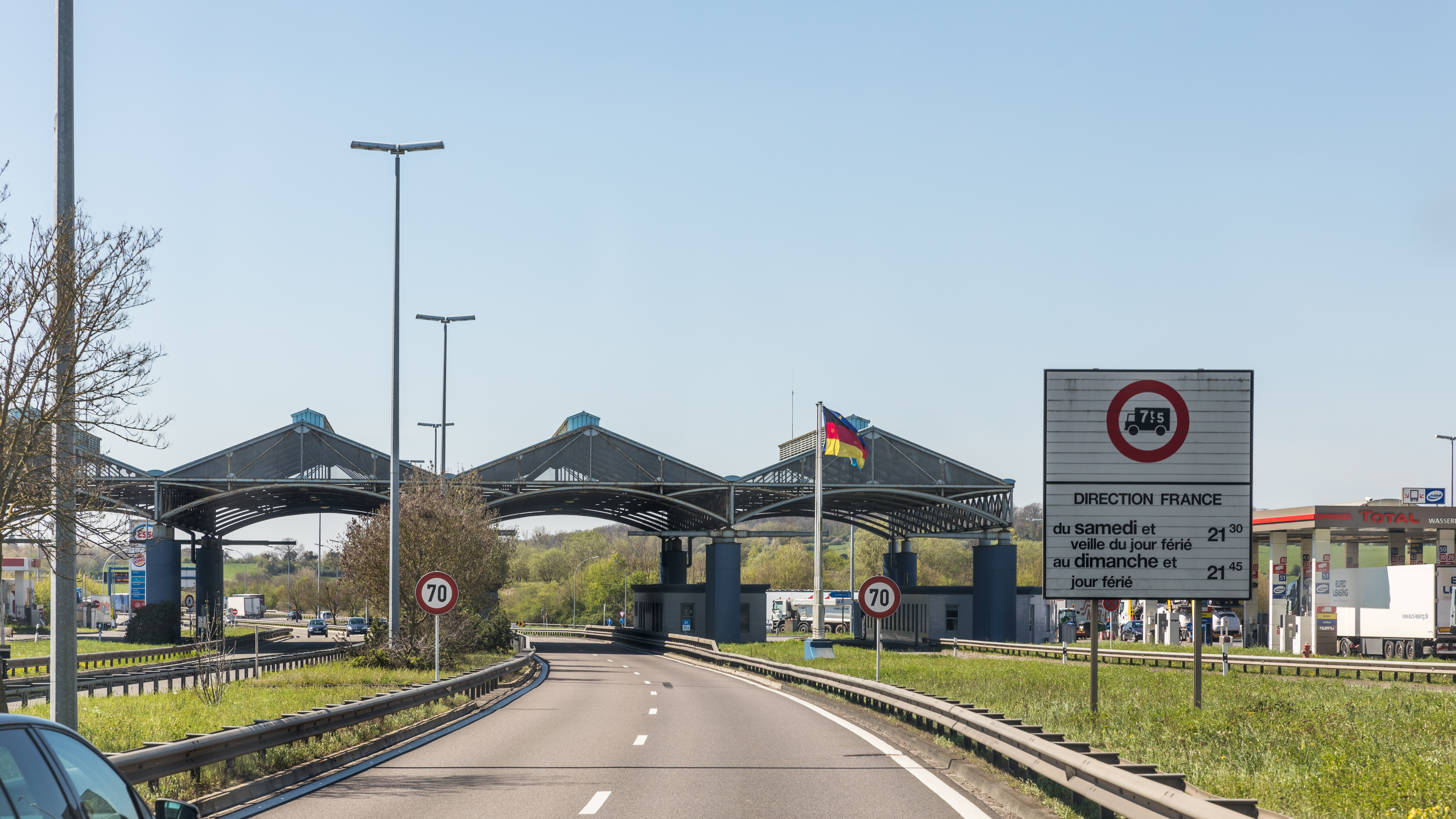
Grenzübergang Wasserbillig

Die Grenzübergangsstation Aire de Wasserbillig (in Deutschland meist als Grenzübergang Mesenich bezeichnet, nach dem Grenzort auf deutscher Seite) wurde auf luxemburgischem Hoheitsgebiet westlich der Sauertalbrücke errichtet und Ende des Jahres 1987 vom damaligen luxemburgischen Premierminister Jacques Santer eröffnet. Der Abschnitt der damaligen BAB 48 bis zur Anschlussstelle Trier (B 51) wurde schon einige Tage vorher für den Verkehr freigegeben. Es handelte sich um die letzte große Grenzanlage, die der luxemburgische Staat vor Inkrafttreten des Schengener Abkommens erbaut hat. Entworfen wurde die charakteristische Dachkonstruktion, unter denen die Häuschen für die Passkontrollen untergebracht waren, vom luxemburgischen Architekturbüro Hermann & Valentiny, die Baukosten betrugen rund 117 Millionen Luxemburgische Franken.
Bis zur Inbetriebnahme der Anlage musste der Verkehr zwischen Trier und Luxemburg noch die Sauerbrücke zwischen Wasserbilligerbrück und Wasserbillig benutzen, was häufig zu Staus führte. Der neue Grenzübergang besaß zwei Spuren, eine Abfertigungsspur für Touristen und eine abgetrennte Spur für LKWs und Busse. Die Kontrollen wurden allerdings nach knapp sechs Jahren wieder eingestellt, nachdem Luxemburg im August 1993 die Zollkontrollen zu seinen Nachbarländern aufhob. Einige Jahre lang war im Bereich des Grenzübergangs die Geschwindigkeit noch auf 10 km/h beschränkt, ehe die Fahrbahnteilung unter der Dachkonstruktion wegfiel und in durchgehende Richtungsfahrbahnen umgewandelt wurde.
Im Juli 2020 wurde die Dachkonstruktion abgerissen.

### Liste der Verkehrsfreigaben
| Abschnitt                          | Jahr             | km     | Bemerkungen |
| ---------------------------------- | ---------------- | ------ | --- |
| Grenzübergang Wasserbillig – Trier | 1987             | 8,7 km | bis 1992 als BAB 48 |
| Trier – Anschluss B 52             | 1981, 1987, 2012 | 5,2 km | Zunächst nur eine Richtungsfahrbahn, Ergänzung um zweite Fahrbahn 1987 (westl. Biewerbachtalbrücke) und 2012 (östl.), bis 1992 als BAB 48 |

## Verkehrsaufkommen
Die BAB 64 stellt neben der BAB 8 im Saarland eine von zwei Autobahnverbindungen zwischen dem deutschen und dem luxemburgischen Autobahnnetz her. Entsprechende Bedeutung hat die Strecke somit für Pendler, die in Deutschland leben, aber in Luxemburg arbeiten. Da die Autobahn keine direkte Verbindung an das restliche deutsche Autobahnnetz hat und man entweder die B 51 (Trierer Stadtzentrum) oder die BAB 64a (Anschluss zur BAB 602) benutzen muss, um auf die Autobahn aufzufahren, verlagern sich die Staus häufiger auf diese Bereiche.
Seit Eröffnung der Autobahn nahm das Verkehrsaufkommen stetig zu. Passierten im Jahr 1990 noch durchschnittlich 6700 Fahrzeuge am Tag die Sauertalbrücke und damit die deutsch-luxemburgische Grenze, so waren es durchschnittlich 28.900 im Jahr 2005, 29.200 im Jahr 2010
und 31.300 im Jahr 2015.
| Abschnitt                              | DTV    |
| -------------------------------------- | ------ |
| Grenzübergang Wasserbillig – Trier     | 31.300 |
| Trier – Anschluss BAB 64a (ehem. B 52) | 23.600 |

## Ausbau
Die Beschilderung als Autobahn beginnt westlich der Biewerbachtalbrücke, auf der drei Fahrstreifen markiert sind. Östlich davon ist die Straße seit 2012 auf etwa 2 km bis zum Parkplatz „Dicke Buche“ mit vier Fahrstreifen ausgebaut. Von dort knickt die ausgebaute Streckenführung von der geplanten Meulenwaldautobahn ab und führt mit vier teilweise verengten Fahrstreifen als BAB 64a (ehem. B 52) ins Moseltal.
Der ehemalige Autobahn-Grenzübergang Mesenich wurde auf luxemburgischer Seite der Grenze zum beidseitigen Rasthof mit Tankstelle ausgebaut. Wegen der Mineralöl-Steuervorteile Luxemburgs ist er ein beliebtes Ziel deutscher Tanktouristen.

## Planungen
Die Fortführung durch den Meulenwald, ein großes Waldgebiet nordöstlich von Trier, wird als sogenannte Nordumfahrung von örtlichen Politikern immer wieder ins Gespräch gebracht, ohne dass die für eine Realisierung notwendige Einstellung in den vordringlichen Bedarf des Bundesverkehrswegeplans erreicht werden konnte. Kritiker weisen auf die hohen Kosten durch notwendige Brücken und Tunnel sowie auf die Zerschneidung des Meulenwaldes hin. Befürworter sehen darin ein notwendiges Teilstück einer europäischen Transitstrecke und eine erforderliche Entlastung der A 602 im Moseltal zwischen dem Trierer Stadtgebiet und Schweich. Nach letzten Informationen sollte die Meulenwaldautobahn im Jahr 2015 im Bundesverkehrswegsplan nicht unter vordringlicher Bedarf aufgenommen werden.
Seit Sommer 2004 befand sich die sogenannte Westumfahrung Trier, auch „Moselaufstieg“ genannt, in der Planfeststellung. Geplant war, von Konz die Bundesstraße 51 mittels einer neuen Moselbrücke über Igel westlich des Trierer Bergs auf einer neuen Trasse auf die Moselhöhen zu führen und dort an die A 64 anzuschließen. Am 12. Mai 2005 hob das Oberverwaltungsgericht Koblenz den dazu gefassten Planfeststellungsbeschluss jedoch auf. Im März 2013 erklärte die rheinland-pfälzische Landesregierung, dass diese beiden Vorhaben endgültig fallen gelassen würden.